# Жанна д’Авогур
Жанна д'Авогур (фр. Jeanne d'Avaugour; ок. 1300 — 28 июля 1327) — дочь Анри IV, сеньора де Гоэлё и д'Авогур и графа де Пентьевр, и Жанны д'Аркур, жена Ги де Пентьевра, графа де Пентьевр.

## Биография
Брак Жанны, старшей дочери Анри IV д'Авогура с Ги, братом герцога Бретани Жана III, позволили Анри восстановить графство Пентьевр.
Жанна скончалась в 1327 году и была похоронена на кладбище францисканского монастыря в  Генгане, как и другие члены её семьи. Её дочь Жанна де Пентьевр, получившая наследство от её деда в 1334 году, впоследствии была активным политическим деятелем в войне за бретонское наследство.

## Брак и дети
Муж с 1318 — Ги де Пентьевр (1287 — 27 марта 1331). Дети:
- Жанна (1319 — 10 сентября 1384); муж с 4 июня 1337, Париж — Карл де Блуа (1319, Блуа — 29 сентября 1364, Оре)